# Ramón Javier Mestre
Ramón Javier Mestre (Córdoba, 2 de julio de 1972) es un abogado y político argentino perteneciente a la Unión Cívica Radical (UCR). Fue intendente de la ciudad de Córdoba entre 2011 y 2019 (año en el que fue candidato a Gobernador después de ganar la interna de la Unión Cívica Radical).

## Biografía

### Comienzos
Es hijo de Ramón Bautista Mestre quien fuera intendente de Córdoba entre 1983 y 1991 y gobernador de la provincia de Córdoba entre 1995 y 1999.
Se recibió de abogado en la Universidad Nacional de Córdoba. Entre 1995 y 1996 fue presidente de la Juventud Radical cordobesa. De 2004 a 2006, fue secretario general del Comité Capital de la Unión Cívica Radical (UCR) y luego presidente del Comité Capital de dicho partido hasta 2008. En 2007, tras ganarle las internas al exdiputado nacional Fernando Montoya, fue el candidato de la UCR a intendente donde logró el tercer puesto, siendo electo concejal de su ciudad desempeñándose hasta noviembre de 2009. En diciembre de ese último año asumió como Senador de la Nación Argentina.

### Intendencia de Córdoba

#### Primer mandato (2011-2015)
El 18 de septiembre de 2011 resultó elegido intendente de la ciudad de Córdoba al superar a la peronista disidente Olga Riutort de la Alianza Fuerza de la Gente y al vicegobernador, el justicialista Héctor Campana, candidato de la alianza Unión por Córdoba, que quedaron en segundo y tercer lugar respectivamente. En dicha elección dirigentes del Frente de Izquierda y los Trabajadores (FIT) de Córdoba presentaron ante la Justicia Electoral un escrito donde denunciaron un presunto fraude que sufrieron que le dio la tercera banca, donde accedió Diego Mestre, a la Unión Cívica Radical (UCR) en desmedro de la que había conseguido la izquierda, lo que llevó a protestas ciudadanas
El radicalismo vuelve a gobernar la ciudad por primera vez desde que Rubén Martí dejó el municipio en 1999.
este caso, fueron imputados en septiembre de ese año el intendente Mestre (sobreseído en diciembre),39 el secretario de Transporte, César Ferreyra, el exsecretario Juan Pablo Díaz Cardeilhac y el dueño de ERSA el empresario macrista Juan Carlos Romero
. En 2013 se privatizó la empresa municipal de colectivos TAMSE, quedando adjudicado el servicio a una Unión Transitoria de Empresas (UTE) conformada por ERSA y Autobuses Santa Fe. Durante el primer gobierno de Mestre, el boleto de colectivo subió más de 360%. En 2014, la Justicia federal imputó a Ramón Javier Mestre por el delito de "defraudación calificada a la administración pública" a raíz del desvío de 500 millones de pesos correspondientes al transporte que fueron repartidos según la fiscalía entre allegados y familiares del intendente. Ese mismo año, diferentes periodistas expusieron los vínculos de legisladores provinciales ligados a los Mestre con el narcotráfico. Fue el caso de Liliana Juncos, legisladora del partido gobernante y con vínculos familiares con las principales organizaciones narco de la provincia
El servicio de recolección de basura que era ejecutado por la empresa municipal Córdoba Recicla Sociedad del Estado (Crese) fue privatizado en 2012. Esta fue una de las promesas de campaña de Mestre debido al déficit que representaba para las arcas municipales. El servicio fue concesionado de manera directa, sin un llamado a licitación pública, a las empresas Lusa y Cotreco dos empresas aportantes a la campaña electoral de mestre. El servicio privatizado fue criticado por la oposición debido a la irregular atención, los mayores costos que terminó representando para el municipio y los beneficios que recibieron las empresas adjudicatarias, como exención de tasas, actualización automática de tarifas y venta de camiones de Crese a un valor menor al real. representante del MPF acusa al intendente de la capital provincial de defraudación en perjuicio de la administración pública por el presunto desvío de fondos nacionales destinados a la empresa municipal TAMSE, que habrían sido entregados a la concesionaria ERSA, principal aportante al radicalismo cordobés.
En abril de 2014 fue denunciado por el ex intendente y senador nacional Luis Juez por presuntas dádivas de ERSA, la empresa concesionaria de transporte y recolección de residuos. En 2014, el entonces Viceintendente Marcelo Cossar reconoció haber sido invitado a una lujosa fiesta para celebrar los 50 años de la empresa de transporte en la ciudad de Corrientes. Tanto Cossar como el intendente Ramón Javier Mestre asistieron a la fiesta, viajando en un helicóptero que, según las denuncias, había sido provisto por ERSA. La Cámara de Acusación de Córdoba archivó la causa en diciembre de ese año porque consideró que no existía delito alguno.
En septiembre de 2014 fue nuevamente denunciado por el concejal del Frente Cívico y Social, Daniel Juez, hermano de Luis Juez, quien lo acusó de irregularidades en la asignación de los subsidios al transporte y desvío de dinero por un total de 30 millones de pesos. Quedó imputado por defraudación a la administración pública por la Justicia Federal de Córdoba, pero en diciembre de ese mismo año resultó sobreseído. Mestre denunció haber sido víctima de maniobras políticas.

#### Segundo mandato (2015-2019)
En septiembre de 2015 fue reelecto como intendente de Córdoba con 32,99%, frente a Tomás Méndez del Movimiento ADN que cosechó un 22,27% y Esteban Dómina de Unión por Córdoba quien obtuvo un 17,32%. Mestre tenía a 2015 un patrimonio declarado de $ 8.945.028 con un crecimiento exponencial de más del 532%.durante su segundo gobierno. 
Con respecto al período 2011-2015, durante su gestión como intendente, su crecimiento es superior al 200%. 
El intendente ha sido acusado e imputado a raíz de su irregular relación con la empresa de colectivos Grupo ERSA. En 2014, el entonces Viceintendente Marcelo Cossar reconoció haber sido invitado a una lujosa fiesta para celebrar los 50 años de la empresa de transporte en la ciudad de Corrientes. Tanto Cossar como el intendente Ramón Javier Mestre asistieron a la fiesta, viajando en un helicóptero que, según las denuncias, había sido provisto por ERSA.  La causa fue archivada.
Otras acusaciones llegaron a la imputación, como la denuncia por desvío de subsidios correspondientes a la empresa de transportes Tamse hacia Ersa, realizada en 2015. En esa ocasión, también fueron acusados el ex secretario de Transporte Juan Pablo Díaz Cardeilhac; su sucesor, César Ferreyra; y el dueño de Ersa, el correntino Juan Carlos Romero. Creó
la secretaría de Modernización, comunicación y desarrollo estratégico. 
Desde su asunción en la municipalidad de Córdoba, la ciudad lidió con un deficiente funcionamiento de la Estación Depuradora de Aguas Residuales (EDAR) de Bajo Grande, lo cual concluyó, luego de 7 años de deficiencia y volcamientos de aguas defectuosamente tratadas al cauce del río Suquía (el cual desemboca en la laguna Mar Chiquita), a la imputación de 7 de sus funcionarios municipales por contaminación y el no cumplimiento de la Ley 24.051 de Residuos Peligrosos. Además, Mestre ha sido acusado en numerosas ocasiones de una deficitaria aplicación del plan de metas o incluso de informar progresos inexistentes. En 2023 denunciaron al ex intendente Mestre y a su secretario Arzania raíz de las irregularidades en la incorporación de más de 130 empleados a la planta municipal unos días antes del cambio de mandato cuando perdió las elecciones. Según la fiscalía que no acreditaron su idoneidad" para determinados puestos de trabajo y que las designaciones se realizaron con la intención dolosa de regularizar y dejar en planta permanente a las personas que hicieron ingresar ilegalmente antes del cambio de gobierno.

La llegada de ERSA a la ciudad de Córdoba tuvo varias controversias. Entre esas controversias, se destaca una denuncia hecha en marzo de 2014  cómo intendente Ramón Mestre por el desvío de subsidios nacionales de T.A.M.S.E. trolebuses a la U.T.E.; por este caso, fueron imputados en septiembre de ese año el intendente Mestre el secretario de Transporte, César Ferreyra, el exsecretario Juan Pablo Díaz Cardeilhac y el dueño de ERSA Juan Carlos Romero.
En 2017 junto a Ramón Mestre se encuentra investigado en una causa por coimas. En su rol como intendente de Córdoba, Ramón Mestre, fue imputado en una investigación por el pago de sobornos y los pesquisas habrían obtenido datos certeros tras un entrecruzamiento de llamadas y correos electrónicos en el marco de otra causa, el Operación Autolavado. De la pesquisa surgió que Diego Mestre, actual diputado de Cambiemos también
habría estado implicado en las coimas. Ese mismo año, un programa periodístico de Tomás Méndez denunciaba una red de funcionarios cordobeses cercanos a Mestre. Debido a estas investigaciones Méndez recibió amenazas. desde 2017, el periodista debió vivir bajo custodia de gendarmería debido a estas amenazas por haber denunciado actividades relacionadas con el narcotráfico y por el que once miembros de la policía provincial de Córdoba fueron detenidos. Ese mismo año Ramón Mestre endureció su postura en contra de Rodrigo de Loredo presentándose ante la Justicia tras la negativa de Marcos Ferrer, presidente de la UCR local y socio del jefe parlamentario, por no convocar a elecciones internas para definir la lista de candidatos a diputados.
En 2017 la fiscalía Anticorrupción de la justicia de Córdoba, requirió a la comuna el expediente de la obra de avenida Cruz Roja, en una investigación sobre la cadena de coimas entre la contratista Ciar y altos funcionarios de la Dirección de Obras Viales de la Municipalidad de Córdoba, encabezados por Ramón Mestre y otros funcionarios la alianza Cambiemos.
Implementó el Programa "Mi casa sin mosquitos". Además se logró un marcado descenso de la mortalidad infantil, hubo mejora en la atención neonatal, la formación de especialistas y la reducción de las infecciones relacionadas con los recién nacidos.
En los primeros días de mayo de 2017, la Unión Tranviarios Automotor (UTA) convocó a un paro de transporte urbano que se extendió durante cinco días. Varios choferes fueron despedidos (32 de Tamse, 14 de Coniferal, 10 de Ersa y 10 de Aucor). A raíz del paro, Mestre decretó que los colectivos tengan custodia de Gendarmería Nacional y de efectivos de la Policía Federal y provincial. Además, se montó un centro de operaciones en la Escuela de Aviación de la Fuerza Aérea Argentina desde donde salían los colectivos bajo control militar.
En 2017, Ramón Javier Mestre preside la Red de Mercociudades. Esta red cuenta con 232 ciudades asociadas del Mercosur.
En el marco de la XXII Cumbre de Mercociudades, el actual intendente de la ciudad asumió como presidente en donde afirmó "La red de Gobierno locales que vuelve a Córdoba después de 20 años, nos llena de orgullo y de sueños, porque es la herramienta más poderosa para trabajar. Es la hora de la revolución de los Gobiernos locales y no solo tenemos que fortalecernos como región, sino que nuestro gran desafío es construir la gobernanza para el bienestar de los vecinos”.
En 2024 sería detenido por la justicia federal el empresario, expolítico radical y contratista público Federico Guillermo Máscolo, quien sería detenido en la cárcel de Bouwer desde diciembre, imputado como autor de delitos que tuvieron como fin el lavado de activos provenientes de la gestión de Mestre. Tras varias investigaciones, la Justicia Federal confiscó siete autos de lujo, miles de dólares y euros, y armas; y dispuso investigar varias propiedades en Córdoba y el exterior, entre ellas en Miami (en sus años de mayor actividad con el Estado, Máscolo tenía varias, costa afuera). Máscolo había sido apodado por la prensa como el "cajero de Mestre"
Actualmente preside el Foro de Intendentes Radicales Nacionales, de la Unión Cívica Radical, integrado por intendentes de las provincias de Chaco, Córdoba, Jujuy, Corrientes, Catamarca, Santa Fe, Santa Cruz y Buenos Aires, entre otros.[cita requerida]

#### Gabinete municipal[65]
| Gabinete municipal de Ramón Javier Mestre 2011-2019                   | Gabinete municipal de Ramón Javier Mestre 2011-2019           | Gabinete municipal de Ramón Javier Mestre 2011-2019                                                                         |
| Cartera                                                               | Titular                                                       | Período |
| --------------------------------------------------------------------- | ------------------------------------------------------------- | --- |
| Secretaría de Gobierno                                                | Facundo Cortez Olmedo Javier Bee Sellares Cecilia Aro         | 10 de diciembre de 2011 - 28 de abril de 2014 - 15 de noviembre de 2017 08 de marzo de 2018 - 10 de diciembre de 2019       |
| Secretaría de Salud                                                   | Néstor Costamagna Gabriel Acevedo                             | 10 de diciembre de 2011 - 28 de abril de 2014 - 10 de diciembre de 2019                                                     |
| Secretaría de Infraestructura, Planeamiento e infraestructura         | Héctor Di Fonte Omar Gastaldi                                 | 28 de abril de 2014 - 10 de diciembre de 2015 - 10 de diciembre de 2019                                                     |
| Secretaría de Servicios Públicos                                      | Julio César Waisman                                           | 10 de diciembre de 2015 - 10 de diciembre de 2019                                                                           |
| Secretaría de Ambiente                                                | Gabriela Faustinelli                                          | 10 de diciembre de 2011 - 10 de diciembre de 2019                                                                           |
| Secretaría de Desarrollo Urbano                                       | Mariano de Juan Juan Domingo Giunta                           | 10 de diciembre de 2011 - 28 de abril de 2014 - 10 de diciembre de 2019                                                     |
| Secretaría de Economía y Finanzas                                     | Diego Dequino Sergio Torres Hugo Romero                       | 10 de diciembre de 2011 - 19 de diciembre de 2013 - 28 de abril de 2014 - 10 de diciembre de 2019                           |
| Secretaría de Educación                                               | Adriana Bisceglia Brenda Austin Cecilia Aro Daniela Sacchi    | 10 de diciembre de 2011 - 19 de diciembre de 2013 - 09 de enero de 2016 - 08 de marzo de 2018 - 10 de diciembre de 2019     |
| Secretaría de Control, Fiscalización y Convivencia Ciudadana          | Diego Mestre José Olmos José María Fernández José María Olmos | 10 de diciembre de 2011 - 19 de diciembre de 2013 - 28 de abril de 2014 - 10 de diciembre de 2015 - 10 de diciembre de 2019 |
| Secretaría de Transporte y Tránsito                                   | Juan Pablo Díaz César Ferreyra                                | 10 de diciembre de 2011 - 28 de abril de 2014 - 10 de diciembre de 2019                                                     |
| Secretaría de Cultura                                                 | Francisco Marchiaro                                           | 10 de diciembre de 2011 - 10 de diciembre de 2019                                                                           |
| Secretaría de Modernización, Comunicación y Desarrollo Estratégico    | Marcelo Cossar                                                | 06 de abril de 2016 - 10 de diciembre de 2019                                                                               |
| Secretaría General                                                    | Sergio Torres Alberto Giménez Manuel Giménez Daniel Arzani    | 10 de diciembre de 2011 - 19 de diciembre de 2013 - 28 de abril de 2014 - 10 de diciembre de 2015 - 10 de diciembre de 2019 |
| Administración General de Justicia Administrativa Municipal de Faltas | Ramón Ortega                                                  | 10 de diciembre de 2011 - 10 de diciembre de 2019                                                                           |

Desde su asunción en la municipalidad de Córdoba, lidió con un deficiente funcionamiento de la Estación Depuradora de Aguas Residuales (EDAR) de Bajo Grande, lo cual concluyó, luego de 7 años de deficiencia y volcamientos de aguas defectuosamente tratadas al cauce del río Suquía (el cual desemboca en la laguna Mar Chiquita), a la imputación de 7 de sus funcionarios municipales por contaminación y el no cumplimiento de la Ley 24.051 de Residuos Peligrosos. Además, Mestre ha sido acusado en numerosas ocasiones de una deficitaria aplicación del plan de metas o incluso de informar progresos inexistentes.

## Premios y reconocimientos
El intendente recibió en Sevilla una distinción “Golden Experience”
- Galardón "Golden Experience" al Turismo Sostenible: al Gobierno Local, institución, grupo de personas o de instituciones cuya labor contribuya, de manera extraordinaria a crear destinos sostenibles y nuevos instrumentos para la innovación turística[67] La segunda distinción fue en el primer Encuentro Federal de País Digital, en el cual el ministro de Modernización de la Nación Andrés Ibarra, le otorgó a Mestre un reconocimiento por las políticas impulsadas en materia de Gobierno Abierto, apertura de datos y de transparencia de la administración pública.[68]

## Denuncias judiciales
Desde su asunción en la municipalidad de Córdoba, lidió con un deficiente funcionamiento de la Estación Depuradora de Aguas Residuales (EDAR) de Bajo Grande, lo cual concluyó, luego de 7 años de deficiencia y volcamientos de aguas defectuosamente tratadas al cauce del río Suquía (el cual desemboca en la laguna Mar Chiquita), a la imputación de 7 de sus funcionarios municipales por contaminación y el no cumplimiento de la Ley 24.051 de Residuos Peligrosos. Además, Mestre ha sido acusado en numerosas ocasiones de una deficitaria aplicación del plan de metas o incluso de informar progresos inexistentes.